# Rząd Litwy

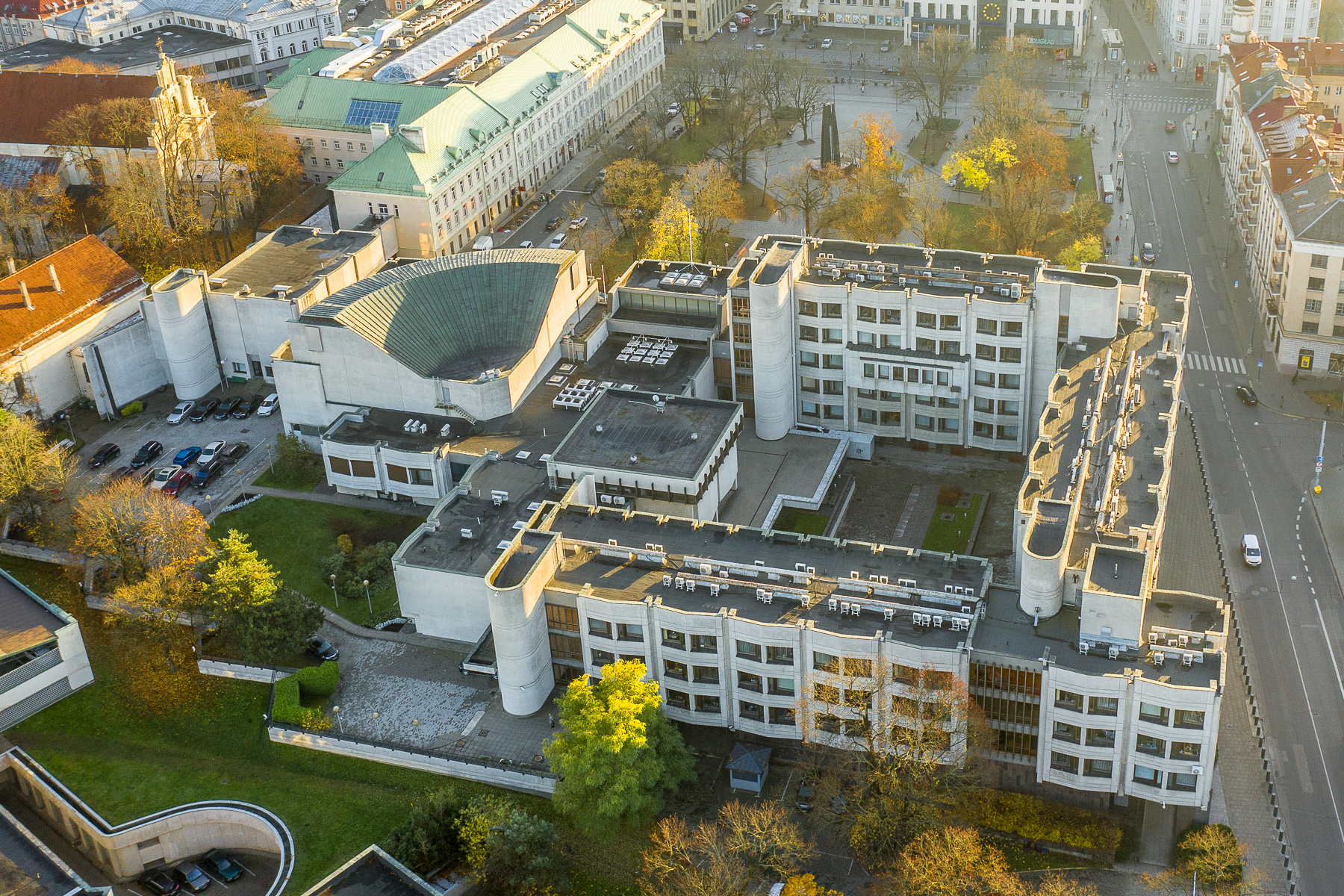

Rząd Republiki Litewskiej (lit.Lietuvos Respublikos Vyriausybe), jest organem kolegialnym, tworzy go premier i ministrowie.
Rząd rozstrzyga sprawy zarządzania państwem na posiedzeniach. O porządku obrad powiadamiani są członkowie rządu, prezydent, przewodniczący Sądu Konstytucyjnego, Sądu Najwyższego, Zarządu Banku Litwy, prokurator generalny, kontroler państwowy. Tryb pracy rządu określa regulamin. Decyzje są podejmowane większością głosów wszystkich członków rządu. Uchwały podpisywane są przez premiera i właściwego ministra w terminie 3 dni. Ministrowie kierujący powierzonymi im działami administracji państwowej ponoszą odpowiedzialność przed Sejmem i prezydentem, bezpośrednio zaś podlegają premierowi. Jeżeli prezesa Rady Ministrów nie ma lub jeżeli nie może on pełnić swoich obowiązków, prezydent na wniosek premiera powierza pełnienie jego obowiązków jednemu z jego ministrów na czas nie dłuższy niż 60 dni. W razie braku takiego wniosku prezydent powierza jednemu z ministrów pełnienie obowiązków prezesa Rady Ministrów. Natomiast czasowe zastępstwo ministra może sprawować tylko inny członek rządu wyznaczony przez premiera. W wypadku odmowy ze strony prezydenta mianowania ministra premier ma 10 dni na wskazanie innego kandydata.
Obowiązki ministrów to: wykonywanie ustaw, dekretów prezydenta oraz rozporządzeń premiera i "innych aktów prawnych", przedkładanie rządowi projektów ustaw i innych aktów prawnych oraz składanie rządowi i premierowi sprawozdań z działalności ministerstwa.
Ministerstwa składają się z departamentów i wydziałów. Mogą być tworzone kolegia jako jednostki doradcze ministra. Rząd może tworzyć również urzędy państwowe do realizacji zadań z zakresu administracji rządowej oraz powoływać komisje stałe i tymczasowe do rozpatrywania w trybie określonym przez rząd powstałych problemów.
Sejm powołuje i likwiduje ministerstwa na wniosek rządu. Ich funkcje, zadania oraz uprawnienia określają ustawy powołujące oraz statuty ministerstw. Obecnie jest 14 ministerstw:
- Ministerstwo Spraw Zagranicznych
- Ministerstwo Spraw Wewnętrznych Litwy
- Ministerstwo Obrony Narodowej
- Ministerstwo Finansów
- Ministerstwo Gospodarki i Innowacji
- Ministerstwo Sprawiedliwości
- Ministerstwo Rolnictwa Litwy
- Ministerstwo Transportu i Komunikacji Republiki Litewskiej
- Ministerstwo Kultury
- Ministerstwo Zdrowia
- Ministerstwo Spraw Socjalnych i Pracy
- Ministerstwo Edukacji, Nauki i Sportu
- Ministerstwo Ochrony Środowiska
- Ministerstwo Energetyki

Premier i ministrowie nie mogą pełnić żadnych innych funkcji z wyboru czy mianowania, pracować w przedsiębiorstwach, instytucjach handlowych, zakładach prywatnych, a tym samym otrzymywać innego wynagrodzenia oprócz przewidywanego z racji sprawowanych obowiązków. Ministrom przysługuje jedynie dodatkowe wynagrodzenie za działalność twórczą.
Prezesowi i członkom Rady Ministrów przysługuje immunitet oznaczający zakaz pociągania ich do odpowiedzialności karnej, aresztowania, ograniczania ich wolności bez uprzedniej zgody Sejmu. W okresie między jego sesjami taką zgodę może wyrazić także prezydent.

## Funkcje wykonawcze rządu
1. zarządza sprawami kraju, strzeże nienaruszalności terytorium Republiki Litewskiej, gwarantuje bezpieczeństwo państwa i porządek publiczny,
2. wykonuje ustawy i uchwały Sejmu w sprawie wykonywania ustaw, a także zarządzenia prezydenta Republiki,
3. koordynuje działalność ministerstw i innych instytucji rządowych,
4. przygotowuje projekt budżetu państwa i przedkłada go Sejmowi, kieruje wykonywaniem budżetu, przedkłada sejmowi sprawozdanie z wykonania budżetu,
5. przygotowuje projekty ustaw i wnosi je do Sejmu,
6. nawiązuje stosunki dyplomatyczne i podtrzymuje więzi z innymi państwami oraz organizacjami międzynarodowymi,
7. wykonuje inne obowiązki nałożone przez konstytucję i ustawy

Jeżeli zmianie ulega więcej niż połowa składu rządu, musi on uzyskać ponowną aprobatę Sejmu, jej brak oznacza zobowiązanie podania się do dymisji. Rząd podaje się do dymisji także w następujących wypadkach: 
- jeżeli Sejm dwa razy z kolei nie zaaprobuje programu nowo utworzonego Rządu,
- jeżeli Sejm w tajnym głosowaniu większością głosów ogólnej liczby członków Sejmu wyrazi wotum nieufności Rządowi albo prezesowi Rady Ministrów,
- jeżeli prezes Rady Ministrów poda się do dymisji albo umrze,
- po wyborach do Sejmu, kiedy tworzony jest nowy rząd.